# Sáchica
Sáchica – miasto w Kolumbii, w departamencie Boyacá.